# Frederico Souza
Frederico „Fred“ Dória de Souza (* 13. Mai 1972 in Niterói) ist ein ehemaliger brasilianischer Beachvolleyball- und späterer Sitzvolleyballspieler. 

## Karriere
Der im Bundesstaat Rio de Janeiro aufgewachsene Sportler war in seiner Jugend ein sehr guter Schwimmer. Im Hallenvolleyball gehörte er drei Jahre lang dem Juniorennationalteam seines Heimatlandes an. Seinen ersten Profiwettkampf bestritt er 1995 in Fortaleza und belegte an der Seite von Duda Macedo den geteilten fünften Platz. Im nächsten Jahr startete er dreimal mit Andrè Gomes. Bestes Resultat war ein siebter Rang in João Pessoa. Mit seinem ersten Partner wurde er am Ende der Saison in Durban noch einmal Siebter. 1997 bei der internationalen Beachserie konnten die beiden sowohl in der zweitgrößten Stadt ihres Heimatlandes als auch in Espinho das Resultat ihres ersten Events bestätigen. Bei der Weltmeisterschaft verloren sie im Achtelfinale gegen die Titelträger. In der nächsten Spielzeit beim Fédération Internationale de Volleyball (FIVB) Challenger & Satellite stand Fred mit Jan Ferreira auf der obersten Stufe des Podests. Dieser und der sechs Jahre später bei der gleichartigen Veranstaltung in derselben Stadt mit Pedro Cunha erreichte Erfolg blieben die einzigen Siege während seiner gesamten Karriere.
Im Jahr 2000 startete Souza zum ersten Mal bei der Turnierserie der Association of Volleyball Professionals (AVP). Mit seinem Landsmann Eduardo Bacil wurde er jeweils Dritter bei den Open in Huntington Beach und Manhattan Beach. Bei der World Tour scheiterten die Brasilianer ebenso in den Vorausscheidungen wie ein Jahr später Paulo Emilio und Fred, deren Zusammenarbeit schon 1999 erfolglos geblieben war. Mit Anjinho nahm letzterer 2002 einen neuen Anlauf in den Vereinigten Staaten. Die Brasilianer wurden Dritte bei den Open in Hermosa Beach, Santa Barbara und noch einmal Manhattan Beach. Bei den US Championships of Beach Volleyball ließen sie als Finalteilnehmer einen großen Teil der damaligen Beachelite hinter sich wie Karch Kiraly, Todd Rogers und Mike Whitmarsh, um nur einige zu nennen. In der folgenden Saison lief es nicht mehr so gut, sodass sich das Duo aus Südamerika wieder trennte. Bei der einzigen Veranstaltung der Weltserie sprang mit Pedro Brazao eine Viertelfinalteilnahme heraus, und beim ersten Event des Jahres 2004 gehörten sie ebenfalls zu den Top Acht. Mit Harley Marques gab es danach noch fünfte Plätze auf Mallorca und in Rio.
2005 und 2006 lag der Fokus wieder auf der AVP Tour. Jedoch gab es mit verschiedenen Partnern keine Stockerlplätze. Die gelangen erst wieder im folgenden Jahr mit Anthony Medel, mit dem Frederico Souza seit dem Juli der Vorsaison zusammenarbeitete. Bei den Seaside Heights und den Manhattan Beach Open stand das Duo auf der untersten Stufe des Treppchens. Eine Spielzeit später kamen weitere dritte Ränge in Miami und Belmar sowie Endspielteilnahmen in Atlanta und Boulder dazu.
2008 war ein Wendepunkt im Leben des Frederico Dória de Souza. Eine schwere Knieverletzung (Riss der Patellasehne des linken Knies) ließ ihn zwangsweise länger als ein Jahr pausieren. Drei Operationen waren notwendig, aber nicht wirklich hilfreich. Fred kehrte zwar 2010 in den Sand zurück, hatte aber starke Schmerzen. Bei der AVP waren Podestplätze nicht mehr möglich. 2010 gab es immerhin noch fünf Veranstaltungen, bei denen Souza mit Brazao dreimal, Ty Tramblie einmal und mit Rodrigo Monteiro ebenfalls einmal zu den besten zwölf Teams gehörte. Mit letzterem erkämpfte er bei Wide Open Beach Volleyball 2011 in Seaside Heights noch einen dritten und in Hermosa Beach einen zweiten Platz. 2012 waren nur noch bestenfalls dreizehnte Ränge mit Ty Loomis möglich, sodass der Brasilianer nach der Veranstaltung an der Seite von Matt Olson im August in Manhattan Beach die Kosequenzen zog und seine Beachvolleyballkarriere beendete. 

### Karriere als Sitzvolleyballer
Von einem Freund erfuhr Souza von der Möglichkeit, seine Karriere im Sitzen fortzusetzen. 2013 begann er mit dem Training, 2014 war er bereits Vizeweltmeister und ein Jahr später Sieger der Parapanamerikanischen Spiele. Ein Höhepunkt in seiner Laufbahn war zweifellos die Teilnahme an den Paralympics 2016 in seinem Heimatland. Die Brasilianer wurden Zweite im Pool hinter Ägypten, verloren dann allerdings ihr Halbfinale gegen den Iran deutlich mit 0:3. Um Bronze ging es wiederum gegen Ägypten wesentlich knapper zu. Am Ende stand eine Fünfsatzniederlage und der Gastgeber blieb in dieser Disziplin medaillenlos. Fred war der beste Punktesammler seines Teams während des Events.

## Persönliches
Vater Jorge Souza belegte bei den Olympischen Spielen 1968 mit Brasilien den neunten Platz im Volleyball. Sein Sohn und dessen Schwester besitzen zwei Videotheken in Brasilien. Die Mutter der beiden ist Eliana Carneiro Doria.